# İzmit-jordskælvet 1999
Izmit-jordskælvet i 1999, også benævnt som Kocaeli-jordskælvet eller Gölcük-jordskælvet, var et jordskælv i Tyrkiet der skete den 17. august 1999 med en styrke på 7,5 med epicenter ved Izmit i en dybde af 17 km. Jorden rykkede 3-4 m over en længere afstand med det største ryk på 5.10 ± 0.25 m nær Arifiye. Den nordlige kant blev sænket så meget som 2 m. Rystelserne varede i 37 sekunder og dræbte 17.000 mennesker og forårsagede store ødelæggelser.
Tyrkiet har en lang historie af jordskælv på grund af beliggenheden på den anatolske mini-kontinentalplade, og Izmit er blevet totalt ødelagt flere gange.

## Efterskælv
Izmit-jordskælvet blev fulgt d. 12. November 1999 af et 7,2 jordskælv ved Düzce i Bolu-provinsen

### Danske artikler
- Izmit-jordskælvet - indledning. ESA Eduspace
- Derfor rammer jordskælv Tyrkiet. Videnskab.dk 2011
- Tyrkiet rammes hyppigt af jordskælv. Oversigt over jordskælv de sidste 30 år. Nyhederne.TV2.dk 2011
- Jordskælv rammer populært feriemål. Et jordskælv har rystet feriebyen Antalya i Tyrkiet. Ekstrabladet 2013
- Europas ti værste jordskælv. Det næst-værste: 1939: Erzincan, Tyrkiet. 8,0 på Richterskalaen
- Top 10: Byer, hvor jordskælv vil ramme hårdest. 2. Istanbul. Illustreret videnskab
- Tyrkiet bygger atomkraftværker i jordskælvszoner. Ingeniøren 2012

### Artikler på engelsk
- Anatolean plate. Wikipedia
- Geology of Turkey. Wikipedia
- 1999 Izmit earthquake: The earthquake cycle Arkiveret 4. marts 2016 hos  Wayback Machine mange billeder
- Future tectonics Se afsnit om Aegean and Anatolian – Eurasian Interaction
- Department of Earthquake Engineering. Bogazici University Arkiveret 14. september 2015 hos  Wayback Machine mange oplysninger. Se Kocaelireport.pdf
- The Anatolean plate historisk tektonik, specialiseret sprog
- ...Seismic hazard analysis... paper m diagrammer
- Historic earthquakes. USGS Liste over jordskælv i Tyrkiet
- Izmit-Dϋzce Ten Years Later: Is Istanbul at Greater Risk Today? AIR Worldwide Arkiveret 25. december 2015 hos  Wayback Machine

40°42′07″N 29°59′13″Ø / 40.702°N 29.987°Ø